# Курчавка кустарниковая
Курча́вка куста́рниковая (лат. Atrapháxis frutéscens) — многолетний ветвистый кустарник; вид рода Курчавка.

## Биологическое описание
Невысокий кустарник 40—70 см высотой с серой лупящейся корой и беловатыми удлинёнными неколючими ветвями, заканчивающимися длинной кистью цветков. Осенью веточки отмирают. Нецветущие побеги сохраняются и продолжают рост следующей весной.
Листья от продолговато-эллиптических до узколанцетных, 5—30 мм длиной, 1—10 мм шириной, суженные в очень короткий клиновидный черешок, серо-зелёные или голубовато-сизые, с цельными, плоскими или слегка завёрнутыми на нижнюю сторону краями, сверху плоские, гладкие, снизу с выступающей главной жилкой.
Соцветие — верхушечная густая кисть с 30—40 цветками. Цветоножка с сочленением в средней части. Околоцветник 5-членный беловатый, 5—6 мм длиной, при плодах разрастающийся. Наружные доли околоцветника при плодах вниз отогнутые.
Плод — орешек трёхгранный, с острыми рёбрами, в очертании продолговато-яйцевидный тёмно-бурый, по рёбрам светло-коричневый.
Цветение в мае—июне, плодоношение в августе. Размножение семенное.

## Распространение
Сравнительно широкий ареал вида охватывает значительную часть степной зоны Евразии от Донецкого Кряжа до Даурии. Он встречается на юго-востоке Восточно-Европейской равнины, на юге Западной и Восточной Сибири, в Средней Азии, Западном Китае, Монголии. Северный предел распространения находится в Омской области, а южная — к югу от озера Балхаш.

## Экология
Ксерофит, петрофит и кальциефил. Растёт в сухих типчаковых, ковыльно-типчаковых степях и полупустыне, на песчаных, глинистых и засолённых почвах, на щебнистых и меловых склонах сопок по склонам южной и юго-западной экспозиции. Поедается овцами и верблюдами, крупный рогатый скот поедает неохотно, лошади не едят. Цветы и листья содержат танниды. В народной медицине используется для лечения лихорадки.

## Значение и применение
Животными поедается до цветения хорошо или удовлетворительно, после цветения удовлетворительно или плохо. Имеются различия в поедаемости отдельными видами: овцы и верблюды поедают удовлетворительно, крупно рогатый скот плохо, лошади не поедают.

## Природоохранный статус
2 (U) — уязвимый вид. Исчезает при промышленной разработке мела и известняка, при эрозии почв на склонах в результате чрезмерного выпаса скота. Внесён в Красные книги Республики Татарстан и Саратовской области. Встречается на территории ландшафтного памятника природы «Наяновка». Для сохранения вида необходимо строгое соблюдение заповедного режима на этой охраняемой территории. Возможно введение в культуру как декоративного растения и хорошего закрепителя эродированных склонов.

## Синонимы
- Atraphaxis davurica Jaub. & Spach
- Atraphaxis lanceolata Bunge
- Atraphaxis lanceolata (M.Bieb.) Meisn.
- Atraphaxis laxmannii C.Agardh
- Atraphaxis micrantha Jaub. & Spach
- Polygonum frutescens L.
- Tragopyrum lanceolatum M.Bieb.